# Риметя
Риметя (рум. Rimetea) — коммуна в составе жудеца Алба (Румыния).

## Состав
В состав коммуны входят следующие населённые пункты (данные о населении за 2002 год)::
- Риметя (рум. Rimetea) — 584 жителя — административный центр коммуны
- Колтешти (рум. Colțești) — 542 жителя

## География
Коммуна расположена в 298 км к юго-западу от Бухареста, 41 км к северу от Алба-Юлии, 36 км к югу от Клуж-Напока.

## Население
По данным переписи населения 2002 года в коммуне проживали 1213 человек.

### Национальный состав
| Национальность | Кол-во человек | Процент |
| -------------- | -------------- | ------- |
| Венгры         | 1059           | 87,3 %  |
| Румыны         | 145            | 12,0 %  |
| Цыгане         | 8              | 0,7 %   |
| Немцы          | 1              | 0,1 %   |

### Родной язык
| Язык       | Кол-во человек | Процент |
| ---------- | -------------- | ------- |
| Венгерский | 1060           | 87,4 %  |
| Румынский  | 152            | 12,5 %  |
| Немецкий   | 1              | 0,1 %   |

### Вероисповедание
| Вероисповедание | Кол-во человек | Процент |
| --------------- | -------------- | ------- |
| Унитарии        | 924            | 76,2 %  |
| Православные    | 153            | 12,6 %  |
| Реформаты       | 60             | 4,9 %   |
| Римо-католики   | 32             | 2,6 %   |
| Пятидесятники   | 10             | 0,8 %   |